# Либрамон-Шевини
Либрамон-Шевини (на френски: Libramont-Chevigny) е селище в Южна Белгия, окръг Ньофшато на провинция Люксембург. Населението му е около 9900 души (2006).